# Foramen sternal

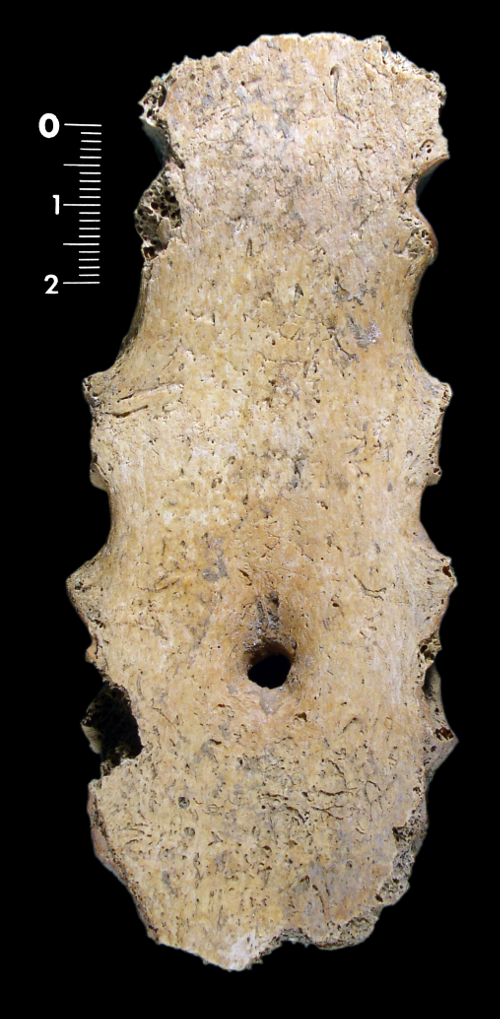
foramen sternal

Le foramen sternal ou perforation sternale (en anglais = sternal foramen) est une variante anatomique formant un trou au milieu du corps du sternum. 

## Description
Il peut être situé à différents niveaux mais le plus souvent entre la troisième et la quatrième sternèbre. Son aspect parfaitement rond a souvent fait comparer son aspect à une blessure par balle. Il est désormais bien établi qu’il s’agit d’un défaut d’ossification lors de la formation du sternum,.
La prévalence du foramen sternal est souvent stable dans les diverses études, autour de 5 % de la population,,.
La formation a été décrite chez des enfants. Il a déjà été remarqué des liens familiaux entre un individu porteur de foramen sternal et un autre porteur d’une côte bifide.

## Pathogénie
L'anomalie, parfaitement banale et sans conséquence, peut se révéler dangereuse en cas de perforation, par exemple lors de traitement par acupuncture, avec des lésions de la plèvre ou des perforations. Il a même été décrit un cas mortel par hémopéricarde.